# Borek Wielkopolski
Borek Wielkopolski is een stad in het Poolse woiwodschap Groot-Polen, gelegen in de powiat Gostyński. De oppervlakte bedraagt 6,16 km², het inwonertal 2474 (2005).

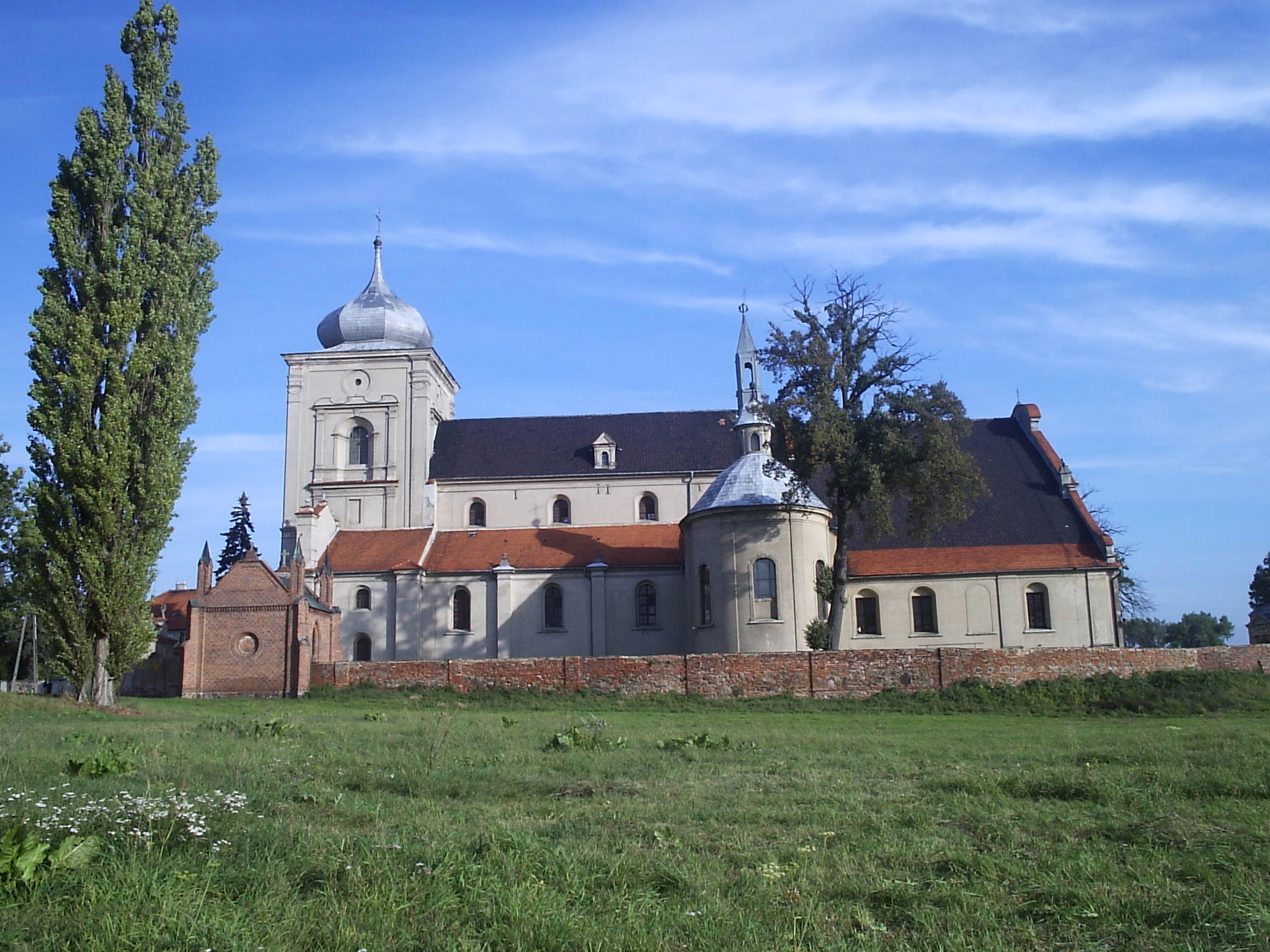
Borek Wielkopolski